# Boreham House
Boreham House est un manoir classé Grade I situé sur 35 acres à Boreham, Chelmsford, Essex, Angleterre. Boreham House est construite de 1728 à 1733 pour Benjamin Hoare et de 1931 à 1997, la maison appartient à la société Ford et est utilisée comme collège.

## Histoire
En 1713, la veuve de Christopher Monck, 2e duc d'Albemarle, vend une partie de son domaine à Benjamin Hoare, fils de Richard Hoare, le riche banquier de Fleet Street. New Hall continue à être occupé par la veuve jusqu'à sa mort. Benjamin Hoare décide donc de construire Boreham House comme nouvelle maison familiale. Le bâtiment principal est commencé vers 1728 et achevé en 1733.
La maison est conçue par l'architecte écossais James Gibbs. Il a construit les églises londoniennes St Mary-le-Strand et St Martin-in-the-Fields à Trafalgar Square. Le maitre d'ouvrage de Boreham House est l'architecte Edward Shepherd, qui a également construit le Shepherd Market à Mayfair. En 1812, Thomas Hooper, architecte bien connu à son époque, ajoute les grandes portes cochères à gauche et à droite du bâtiment principal.
Boreham House reste dans la famille Hoare jusqu'en 1785, date à laquelle William Walford l'achète et la loue à Elija Impey, un juge britannique jusqu'en 1792. Vers 1792, John Tyrell, 1er baronnet, achète la maison. Il est juge de paix local. En 1832, son fils John Tyrell, 2e baronnet hérite de Boreham House. Il siège au Parlement en tant que député conservateur d'Essex. Il meurt en 1877, laissant Boreham House à son petit-fils, le lieutenant-colonel Tufnell Tyrell, shérif d'Essex. La maison reste dans la famille jusqu'en 1931, date à laquelle Henry Ford l'achète.
Ford voit Boreham House pour la première fois lorsqu'il visite Oberammergau en 1930 pour voir le Jeu de la Passion. Il se rend dans la campagne anglaise et constate le très mauvais état des fermes et des bâtiments agricoles devant lesquels il passe. Il achète Boreham House le 2 mai 1931 pour montrer que l'agriculture britannique pouvait prospérer et faciliter la vie des gens. Ford développe cette nouvelle entreprise sous une nouvelle société appelée Fordson Estate Limited.
En 1937, la maison, ainsi qu'une parcelle de terrain, sont données aux administrateurs de l'Institut Henry Ford de génie agricole. Boreham House devient un collège en 1952, le principal centre de formation pour l'exploitation des tracteurs Ford en Europe. La maison sert également de résidence temporaire au Collège national de génie agricole en 1962. Celui-ci déménage à Silsoe, Bedfordshire sous le nom de Silsoe College, rejoignant plus tard l'Université de Cranfield. Le campus de Silsoe ferme ses portes fin 2007 .